# Буријаско
Буријаско (итал. Buriasco) је насеље у Италији у округу Торино, региону Пијемонт.
Према процени из 2011. у насељу је живело 738 становника. Насеље се налази на надморској висини од 300 м.

## Становништво
| 1936. | 1951. | 1961. | 1971. | 1981. | 1991. | 2001. | 2011. |
| ----- | ----- | ----- | ----- | ----- | ----- | ----- | ----- |
| 1.411 | 1.375 | 1.154 | 1.168 | 1.288 | 1.309 | 1.304 | 1.405 |